# فاليري زوركين
فاليري دميترييفيتش زوركين (بالروسية: Вале́рий Дми́триевич Зо́рькин؛ من مواليد 18 فبراير 1943) هو رجل قانون روسي يشغل منصب الرئيس الرابع والحالي للمحكمة الدستورية للاتحاد الروسي. وكما شغل منصب أول رئيس للمحكمة الدستورية في الفترة 1991-1993.
اعتبارًا من عام 2024، يعد زوركين أقدم مسؤول منصب رفيع المستوى في روسيا.

## السيرة الذاتية
ولد زوركين في 18 فبراير 1943، في قرية كونستانتينوفكا، في منطقة أوكتيابرسكي في إقليم بريمورسكي (المقاطعة البحرية). في عام 1964، تخرج من كلية الحقوق بتخصص القانون من جامعة موسكو الحكومية، حيث عمل محاضرًا حتى أواخر الثمانينيات. خلال هذه الفترة، قام بالتدريس في كلية الحقوق العليا التابعة لوزارة الداخلية وأصبح أستاذًا. عرف بزوركين كخبير رائد في التعاليم القانونية لبوريس تشيشيرين وقاد مجموعة من الخبراء في إطار اللجنة الدستورية السوفيتية لتعزيز قضية تحول روسيا إلى نظام رئاسي خلال السنوات الأخيرة من الاتحاد السوفيتي. بعد انقلاب أغسطس، غادر زوركين الحزب الشيوعي السوفييتي.
في أكتوبر 1991، أصبح زوركين قاضيًا في المحكمة الدستورية لروسيا. وفي 1 نوفمبر، انتخب كأول (ووحيد) رئيس للمحكمة بفترة ولاية غير محدودة، وخلال الأزمة الدستورية الروسية في عامي 1992 و1993، اصطدم هو والمحكمة الدستورية بالرئيس بوريس يلتسين بشأن عدد من القضايا. وشمل ذلك قراره بحظر الحزب الشيوعي، وفي وقت لاحق، جبهة الإنقاذ الوطني الروسية. في 30 نوفمبر 1992، ألغت محكمة زوركين قرار يلتسين بحل الفروع المحلية للحزب الشيوعي، متفقة مع يلتسين على أنه من القانوني حل الهيئات الحاكمة لحزب سياسي.
في سبتمبر 1993، انخرط زوركين في نزاع مرير حول شرعية قرار الرئيس يلتسين بحل مجلس السوفيت الأعلى لروسيا، وهو القرار الذي يتعارض مع دستور جمهورية روسيا الاتحادية الاشتراكية السوفييتية المتقادم. غالبًا ما يُنسب إليه الفضل في الوقوف وراء حكم 22 سبتمبر 1993 الذي أصدرته المحكمة، والذي أعلن أن قرار يلتسين غير دستوري. على الرغم من أن الحكم (مع تأييد 9 قضاة له و4 ضده) يتفق مع الدستور، فقد علق يلتسين عمل المحكمة وأجبر زوركين على الاستقالة من منصب رئيس المحكمة في 6 أكتوبر 1993. ومع ذلك، احتفظ بمنصبه كقاضي في المحكمة.
ووفقًا للتقارير، اتصل سيرجي فيلاتوف، رئيس أركان الكرملين، بالقضاة في صباح يوم 5 أكتوبر، مطالبًا باستقالة زوركين. ومع ذلك، اقترح ثمانية من القضاة الاثني عشر الحاضرين في جلسة المحكمة ألا يستقيل زوركين. أوصى أربعة قضاة، بمن فيهم نيكولاي فيتروك وإرنست أميتيستوف وتامارا مورشاكوفا وفلاديمير أولينيك، باستقالة زوركين. في المساء، اتصل فيلاتوف نفسه بزوركين وطالبه بالتنحي، وهدد بفتح قضية جنائية ضده، متهمًا إياه بـ "خلق أساس قانوني للأنشطة المتطرفة ألكسندر روتسكوي ورسلان حسب اللەتوف".
في 6 أكتوبر، قدم زوركين استقالته من منصب رئيس المحكمة، والتي قبلتها المحكمة الدستورية. وعين القاضي فيتروك رئيسًا بالنيابة للمحكمة الدستورية، ولكن في 1 ديسمبر اقيل هو وزميله القاضي فيكتور لوشين من المحكمة الدستورية بعد تصويت 5 مقابل 4 بسبب نشاطهما السياسي.
في ديسمبر، شارك زوركين في اجتماع مع الشيوعيين والقوميين وغيرهم من المعارضين للدستور الجديد الذي اقترحه يلتسين. في 25 يناير 1994، أعيد تعيينه قاضيًا. ومع ذلك، في مارس 1994 انضم زوركين إلى لجنة "الوفاق باسم روسيا"، إلى جانب غينادي زوغانوف وألكسندر روتسكوي وألكسندر بروخانوف وسيرجي جلازييف وستانيسلاف جوفوروخين وأمان تولييف وآخرين. وعلى الرغم من كتابة التقرير الرئيسي للمؤتمر، غادر زوركين لاحقًا مؤسسة كونكورد بسبب تحذيراته من المحكمة بشأن الأنشطة السياسية. عد ذلك، توقف زوركين عن الأنشطة السياسية، وبصفته غير رئيس، ورد أنه اختلف مع قرار الأغلبية بشكل متكرر أكثر من القضاة الآخرين في المحكمة. في عام 1995، على سبيل المثال، أعرب عن معارضته لحكم المحكمة بأن قرار الرئيس ورئيس وزراء روسيا بإرسال قوات روسية إلى الشيشان كان مبررًا.
بعد عشر سنوات من قرار المحكمة الذي جعله مشهورًا، في 24 فبراير 2003، أعيد انتخاب زوركين رئيسًا للمحكمة. اعتبر العديد من المراقبين هذا بمثابة تأكيد لصحة تقييم المحكمة لأفعال يلتسين في عام 1993. في عام 2014، نشر زوركين مقالاً في صحيفة روسيسكايا جازيتا يمتدح فيه نظام العبودية. في هذا المقال، زعم زوركين أن نظام العبودية وحد روسيا وإصلاح التحرر 1861 بإصلاحات يلتسين في التسعينيات.

## العقوبات
في ديسمبر 2022، فرض الاتحاد الأوروبي عقوبات على فاليري زوركين فيما يتعلق بالغزو الروسي لأوكرانيا عام 2022.

## الأوسمة والجوائز
وسام "من أجل الاستحقاق للوطن"

## معرض الصور

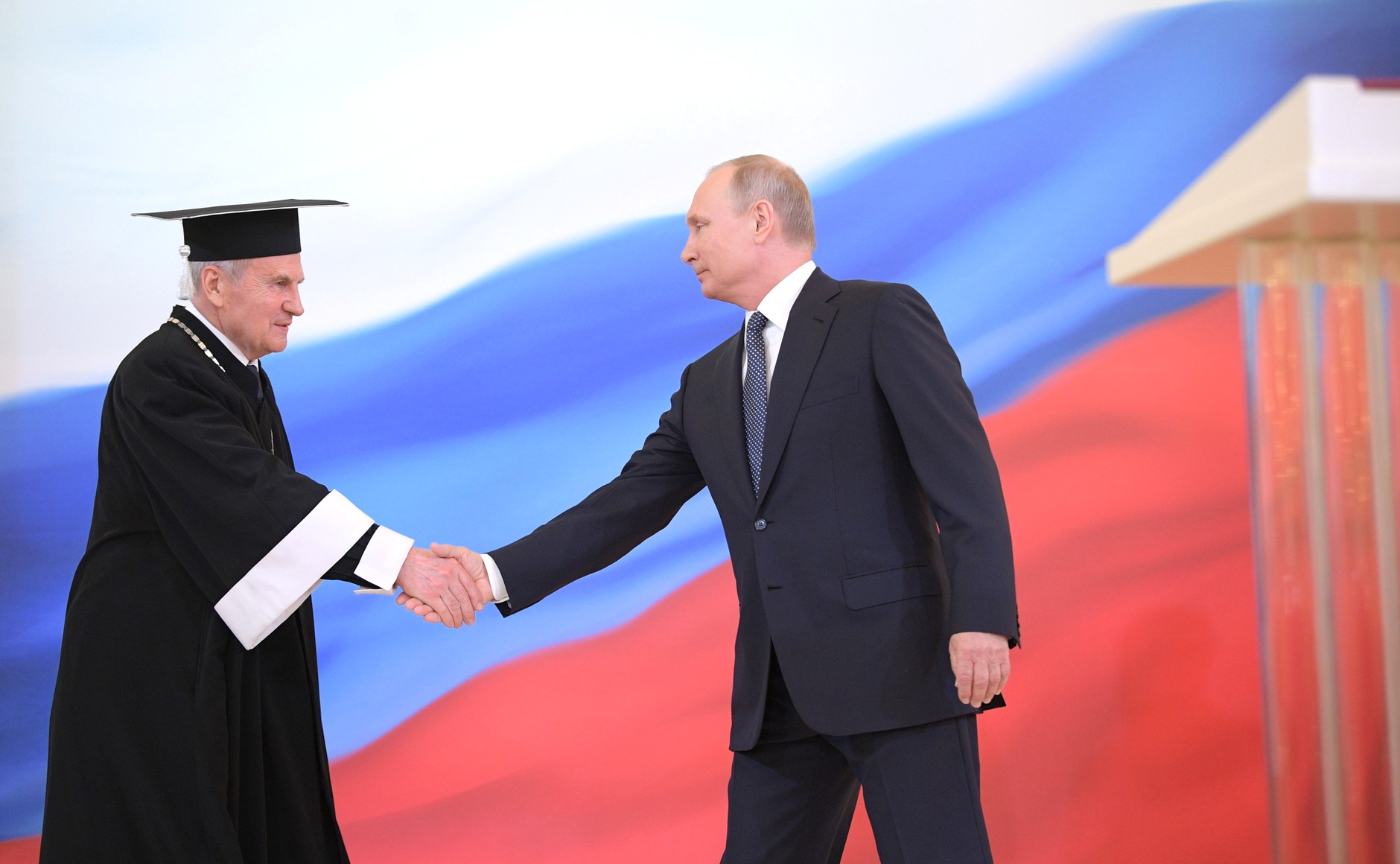
زوركين بعد أداء اليمين الدستورية لبوتين خلال حفل تنصيبه الرابع، 7 مايو 2018.
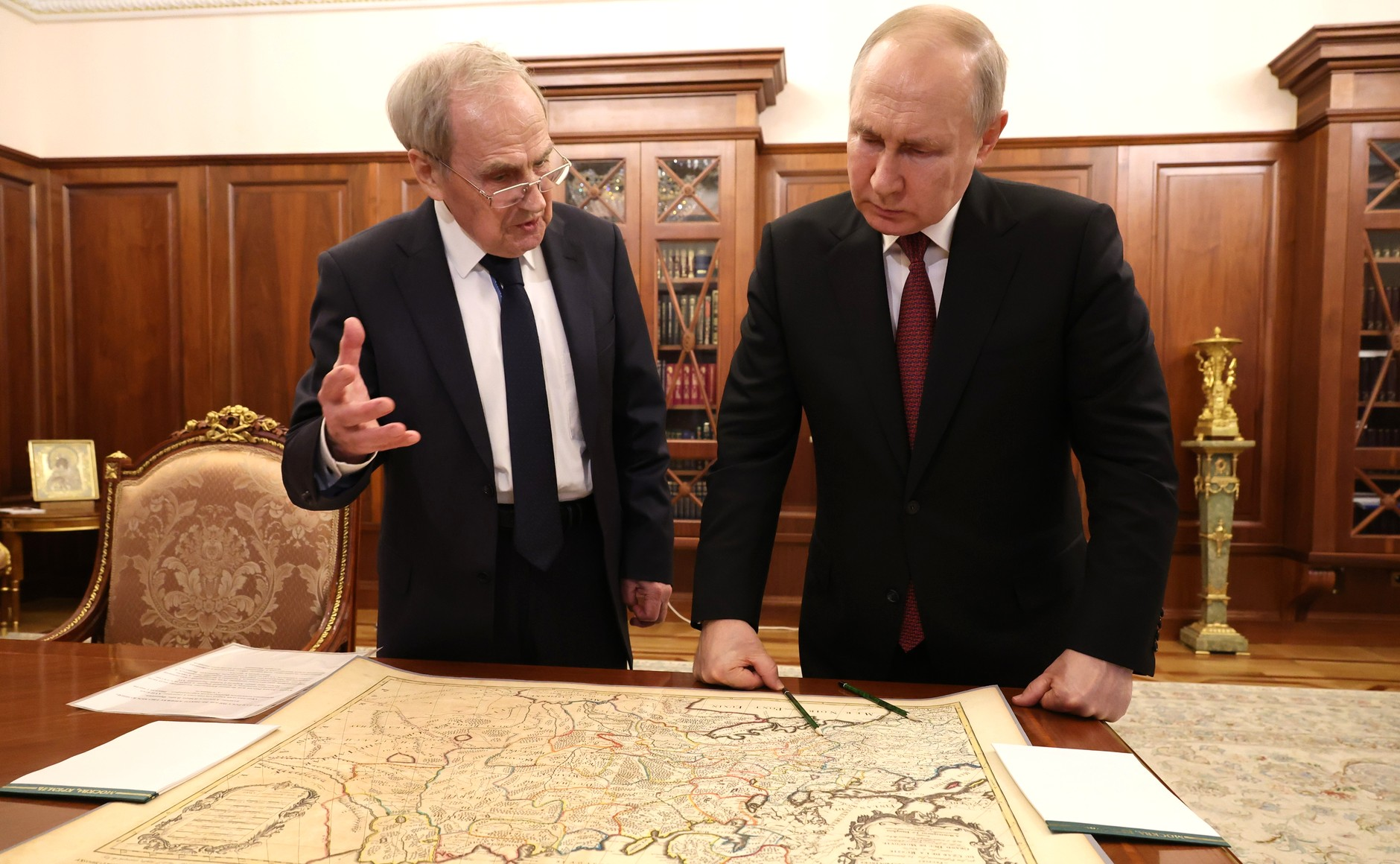
زوركين وبوتن في مايو 2023. كان زوركين يعرض خريطة تعود إلى القرن السابع عشر رسمها الفرنسيون. هتف: "لماذا أحضرت هذا؟ السيد الرئيس، لا توجد أوكرانيا هنا".
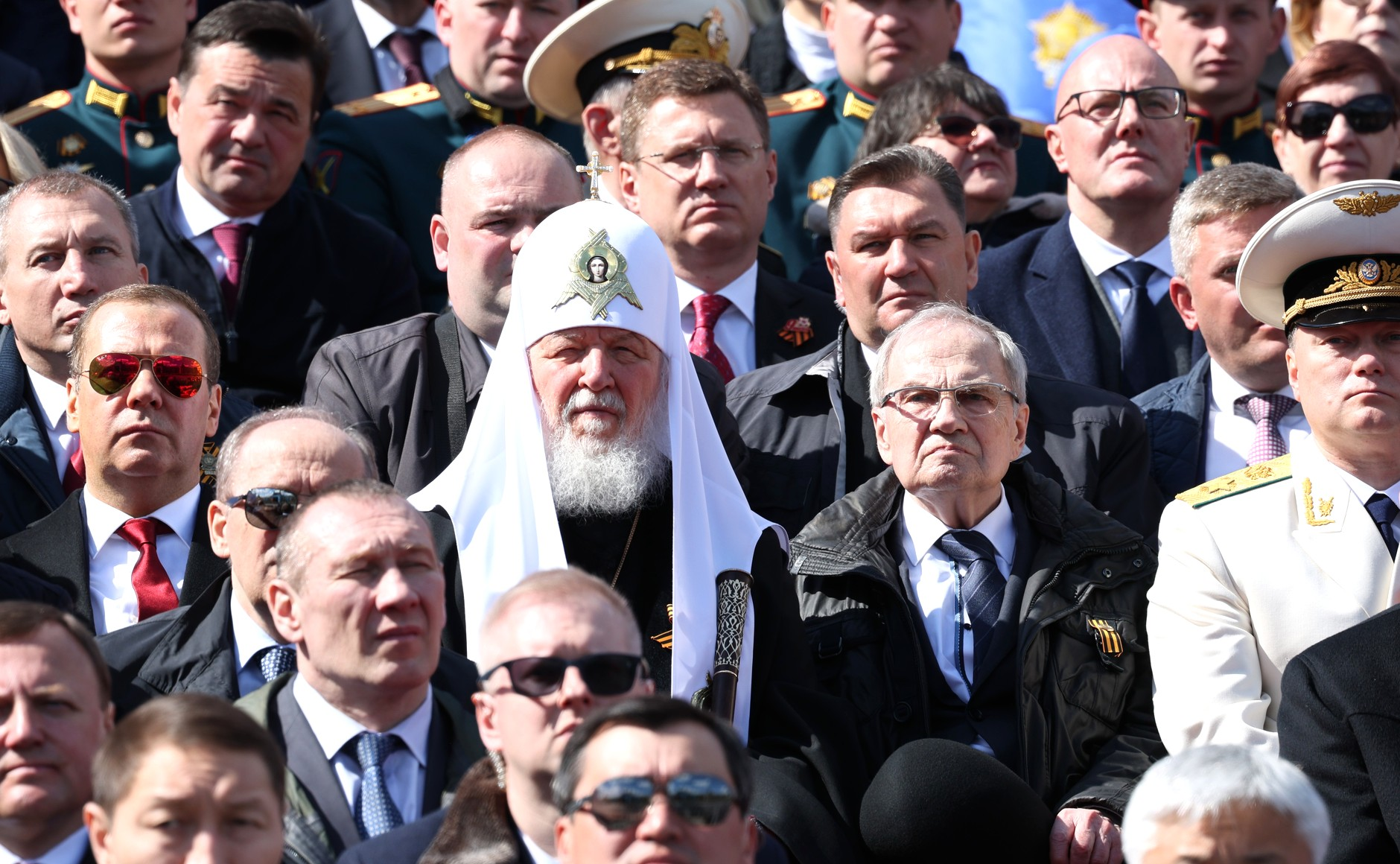
زوركين، والرئيس السابق دميتري ميدفيديف، والبطريرك كيريل من موسكو، والمدعي العام إيغور كراسنوف في موكب يوم النصر في موسكو 2023.
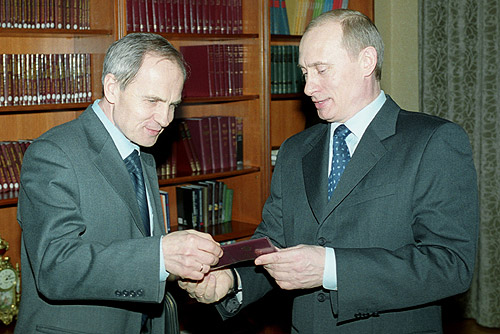
زوركين وبوتين في مارس 2003.